# Viscum bancroftii
Viscum bancroftii är en sandelträdsväxtart som beskrevs av William Faris Blakely. Viscum bancroftii ingår i släktet mistlar, och familjen sandelträdsväxter. Inga underarter finns listade i Catalogue of Life.